# Guglielmo Arena
Guglielmo Arena (23 dicembre 1973) è un allenatore di calcio italiano.

## Carriera

### Allenatore
Nella stagione 2003-2004 va in Burkina Faso ad allenare l'ASFA-Yennenga, formazione della prima divisione locale, con la quale vince il campionato e porta la squadra a qualificarsi al secondo turno della CAF Champions League 2004, nella quale colleziona 4 panchine; dal 2005 al 2007 è invece in Svizzera al Team Vaud Riviera, formazione per la quale allena 2 diverse formazioni giovanili (l'Under-16 e l'Under-14). Nel 2007 torna in Africa, precisamente in Benin, al Tonnerre Abomey: rimane alla guida della formazione nerazzurra fino al 2009, vincendo anche un campionato nel 2007.
Nel 2009 allena il CODM Meknès, nella prima divisione marocchina, nella quale termina la stagione 2008-2009; per la stagione 2009-2010 viene ingaggiato dall'Ittihad Khémisset, altra formazione della prima divisione marocchina, che lo esonera dopo 15 giornate di campionato.
Nel 2010 si trasferisce all'Étoile, una formazione composta prevalentemente da giocatori francesi e militante nella S.League, la prima divisione calcistica di Singapore: con questa squadra nel 2010 vince sia la Coppa di Lega di Singapore che il campionato, mentre nella sua seconda stagione partecipa alla Coppa dell'AFC, nella quale la squadra viene eliminata al primo turno. Nel dicembre del 2011 lascia la squadra, e nel luglio del 2012 viene ingaggiato dagli algerini del CR Belouizdad, con cui rimane sotto contratto fino al 23 ottobre 2012, quando, dopo 8 partite di campionato (3 vittorie, 3 pareggi e 2 sconfitte), viene esonerato dall'incarico.
Nel gennaio del 2013 va negli Emirati Arabi Uniti, all'Al-Uruba; rimane alla guida della squadra per una stagione, fino al gennaio del 2014, quando si trasferisce in Oman al Fanja, con cui arriva secondo in classifica nel campionato locale e vince la coppa nazionale omanita. Ad inizio 2015, terminata la stagione in Oman, lascia il Paese e va in Cina all'Hangzhou Lücheng, dove lavora per un'intera stagione come vice, nella Chinese Super League.
Dal gennaio al giugno del 2016 allena il Dibba Al Hisn, nella seconda divisione degli Emirati Arabi Uniti; lascia quindi la squadra per accasarsi al Dubai Club, con cui allena nella medesima categoria dal luglio del 2016 al 26 novembre dello stesso anno. Nel gennaio del 2017 viene ingaggiato come direttore tecnico dell'Al-Hamriyah, sempre nella seconda divisione emiratina; lascia l'incarico nel febbraio del 2018, per trasferirsi in Zambia al Buildon Ndola, dove rimane fino al 6 aprile 2018, quando viene esonerato dopo 3 sconfitte in altrettante partite di campionato.
Nella stagione 2018-2019 allena gli svizzeri del Conthey, nella quinta divisione elvetica. Nel 2022 allena per complessive 10 partite il Rapide Oued Zem, club della prima divisione marocchina.
L'8 giugno 2023 ottiene la prima panchina nazionale, diventando CT sia della nazionale maggiore che della Under-23 del Laos, incarico che mantiene fino al 1º ottobre 2023.
Nel 2024 diventa allenatore del Maghreb Fès in Marocco, nella prima divisione locale.

## Palmarès

### Allenatore

#### Competizioni nazionali
- 1ère Division: 1

ASFA-Yennenga: 2003-2004
- Première Division (Benin): 1

Tonnerre d'Abomey: 2007
- S.League: 1

Etoile: 2010
- Coppa di Lega di Singapore: 1

Etoile: 2010
- Sultan Cup: 1

Fanja: 2014